# Дембово (Ломжинський повіт)
Дембово (пол. Dębowo) — село в Польщі, у гміні Снядово Ломжинського повіту Підляського воєводства.
Населення — 139 осіб (2011).
У 1975—1998 роках село належало до Ломжинського воєводства.

## Демографія
Демографічна структура станом на 31 березня 2011 року:
|          | Загалом | Допрацездатний вік | Працездатний вік | Постпрацездатний вік |
| -------- | ------- | ------------------ | ---------------- | -------------------- |
| Чоловіки | 71      | 6                  | 48               | 17                   |
| Жінки    | 68      | 8                  | 31               | 29                   |
| Разом    | 139     | 14                 | 79               | 46                   |